# Discard (servizio)
discard è un servizio Internet che implementa l'omonimo protocollo definito dalla Request for Comments 863. In genere implementato dal demone inetd, il servizio è in ascolto sia tramite TCP che su UDP sulla porta 9. Utilizzato principalmente a scopi di debugging e di misurazione, il servizio scarta qualunque dato venga fornito.
Il servizio in genere è disabilitato in quanto utilizzato solamente a scopo di testing e può essere utilizzato per attacchi denial of service. La porta 9 viene utilizzata anche per Wake on LAN.